# Château de Mainsat
Le château de Mainsat est situé sur la commune de Mainsat, dans le département de la Creuse, région Nouvelle-Aquitaine, France.

## Architecture
Une sphinge et des urnes cinéraires retrouvés à l'emplacement du château laissent supposer qu'il y avait un cimetière à l'époque gallo-romaine.
Un donjon de bois aurait été dressé vers 960, détruit vers 1005 par le duc d'Aquitaine, et reconstruit en pierre vers 1011. En 1225, il aurait été à nouveau démoli, par des soldats anglais. Reconstruit avant 1248 par Guillaume de La Roche-Aymon, il fut gravement endommagé par les Anglais vers 1360, en pleine guerre de Cent ans. Il en subsiste une fenêtre dans l'actuelle tour d'entrée. Guy de La Roche-Aymon entreprit alors d'importants agrandissements, dont la plupart ont survécu jusqu'à nos jours : il érigea un corps de logis flanqué au sud d'une tour carrée d'escalier et au nord-est d'un oratoire voûté (peut-être l'ancien donjon et l'actuelle tour d'entrée) contre lequel fut bâtie une tour ronde. Au nord fut construit un donjon carré. En 1465, un incendie détruisit la tour ronde. En 1472, celle-ci fut remplacée par une tour carrée, tandis qu'au donjon fut accolé, à l'ouest, un corps de logis. En 1585, ce corps de logis fut doublé, tandis que la tour carré du nord-est était elle-même transformée en corps de logis et que l'escalier sud était remplacé par l'escalier actuel coiffant la tour d'entrée. Vers 1655, la pente des toits fut rabaissée et le pont-levis remplacé par l'actuel pont en pierre, pour répondre aux goûts de l'époque.
Le porche d'entrée fut construit au xvıe siècle dans une ouverture pratiquée dans le mur d'enceinte. Au xvııe siècle, le porche fut flanqué de deux ailes, l'aile est se terminant par deux échauguettes. On aperçoit encore, sur le porche, une pierre portant la date de 1641. À l'ouest de cet ensemble furent construits des bâtiments de ferme, sur l'un desquels se lit la date de 1635.
Le parc et l'orangerie sont reconstruits vers la fin du XIXe siècle (vers 1888). Le jardin est restauré et transformé entre 1930 et 1950 pour Alain de Kernier par la paysagiste Marguerite Charageat, qui y reproduit un jardin d'inspiration médiévale,.
Le château a été modifié entre 1927 et 1960 par l'installation de nombreux éléments en remploi (lucarnes et fenêtres) de diverses provenances,.
Le porche et la tour attenante ont été inscrits au titre de monument historique par arrêté du 4 avril 1963.
Le parc et ses éléments suivants: parterres, sphynge, gargouille, quatre statues en fonte, rocaille, fabrique, banquette, escaliers, vivier, éléments de mobilier (bancs, bacs, petite fontaine, table en pierre), fronton avec blason, promenoir et orangerie ont fait l'objet d'une deuxième inscription par arrêté du 18 mars 1991 (puis modifiée par arrêté du 29 septembre 1997).